# 慈善組織協会
慈善組織協会（The Charity Organization Societies）は、ジョージ・ゴッシェン子爵の「ゴッシェン議事録」Goschen Minute（救貧法委員会、第22回年次報告書（1869–70）、付録ANo.4「大都市の貧しい人々の救済」、PPXXXI、1871）によって1869年にイギリスで設立された団体。
救貧者らによって配布された屋外救援を厳しく制限しようとした。 
1870年代初頭、高齢者への屋外救援物資の配布を制限することを目的として、少数の地域社会が形成された。